# Осада Замостья (1648)
Осада Замостья — произошла в 1648 году во время казацко-крестьянского восстания на Украине под предводительством запорожского гетмана Богдана Хмельницкого и избрания нового монарха Речи Посполитой.

## История
В конце октября-начале ноября 1648 года казацко-татарские войска под предводительством гетмана Богдана Хмельницкого и Тугай-бея подошли к крепости Замостье. Стоявший лагерем в Лабуньках казачий гетман Богдан Хмельницкий предпринял попытку захватить этот город-крепость, но без веры в успех. В первой половине XVII века Замосць была самой современной и мощной крепостью в Речи Посполитой и Восточной Европе. Она имела мощные укрепления с многочисленными бастионами. О состоянии стен, артиллерии и численности гарнизона постоянно заботился Ян Собепан Замойский, 3-й ординат Замойский, который был также зятем воеводы русского, князя Иеремии Вишневецкого.
Силы осаждающих оценивались в 40-60 тысяч воинов. Крепость обороняло около 4700 человек, в том числе: 2 100 пехотинцев, 200 рейтар, 1 400 дворян и 1 000 горожан под командованием кастеляна эльблонгского Людовика Вейхера и маркграфа Владислава Мышковского. В городе укрылось много беглецов как из окрестных сел и местечек, так и из Руси, Подолья и Волыни. Во время осады проявился конструктивный дефект системы обороны крепости. Казаки прорыли дамбу и спустили воду из пруда, обнажив южную часть укреплений. Это вынудило защитников сосредоточить на этом участке большие силы. Богдан Хмельницкий не располагал осадной артиллерией, позволяющей захватить Замостье штурмом. К тому же приближалась зима, к которой осаждающие не были готовы. Защитники, среди которых свирепствовала эпидемия, не могли рассчитывать на отсидку. Они также не имели достаточного количества продовольствия, необходимого для кормления гарнизона и населения, которое искало убежище за стенами крепости. Поэтому уже через 17 дней был заключен взаимовыгодный договор о выплате крепостью выкупа за снятие осады в размере 20 тысяч польских злотых.